# Bonnier

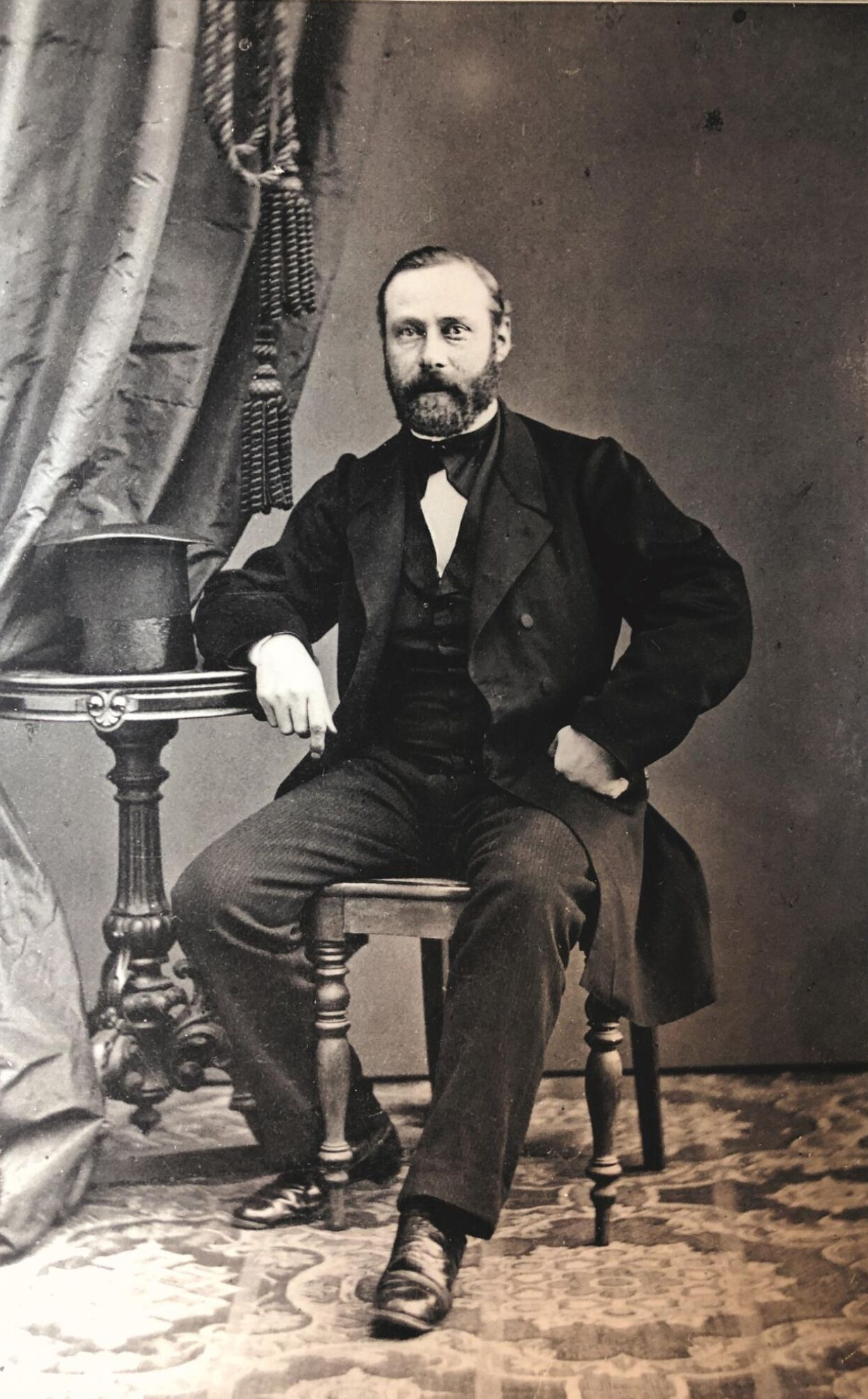
Albert Bonnier em 1854

A família Bonnier – também conhecida como Bonniers - é uma família sueca, com  uma posição destacada na vida editorial e cultural da Suécia desde o século XIX.

Originária da Boémia, na atual República Checa, a família emigrou no princípio do século XIX de Dresden, na Alemanha, para Copenhaga, na Dinamarca, onde fundou uma biblioteca, uma livraria e uma editora. Chegou à Suécia nas décadas de 1820 e 1830, tendo-se estabelecido primeiro em Gotemburgo e depois em Estocolmo, onde iniciaram uma editora - a Albert Bonniers Förlag. 
Conta entre os seus membros com várias personalidades importantes no domínio editorial do país:
- Gerhard Bonnier (1778-1882)
- Adolf Bonnier (1806-1887) – impulsionou a atividade editorial do país
- Albert Bonnier (1820-1900) – fundou a Editora Bonnier (Albert Bonniers förlag) em 1837
- David Felix Bonnier (1822-1881) – fundou o jornal Göteborgs-Posten em 1859

A família Bonnier tem a sua esfera de influência baseada no mundo editorial, livreiro e  jornalístico.
- Grupo Bonnier (Bonnier AB)  – grupo de empresas, com sede em Estocolmo, e presente em 17 países
- Editora Bonnier (Albert Bonniers förlag) – editora sueca fundada em 1837